# Mobiele televisie

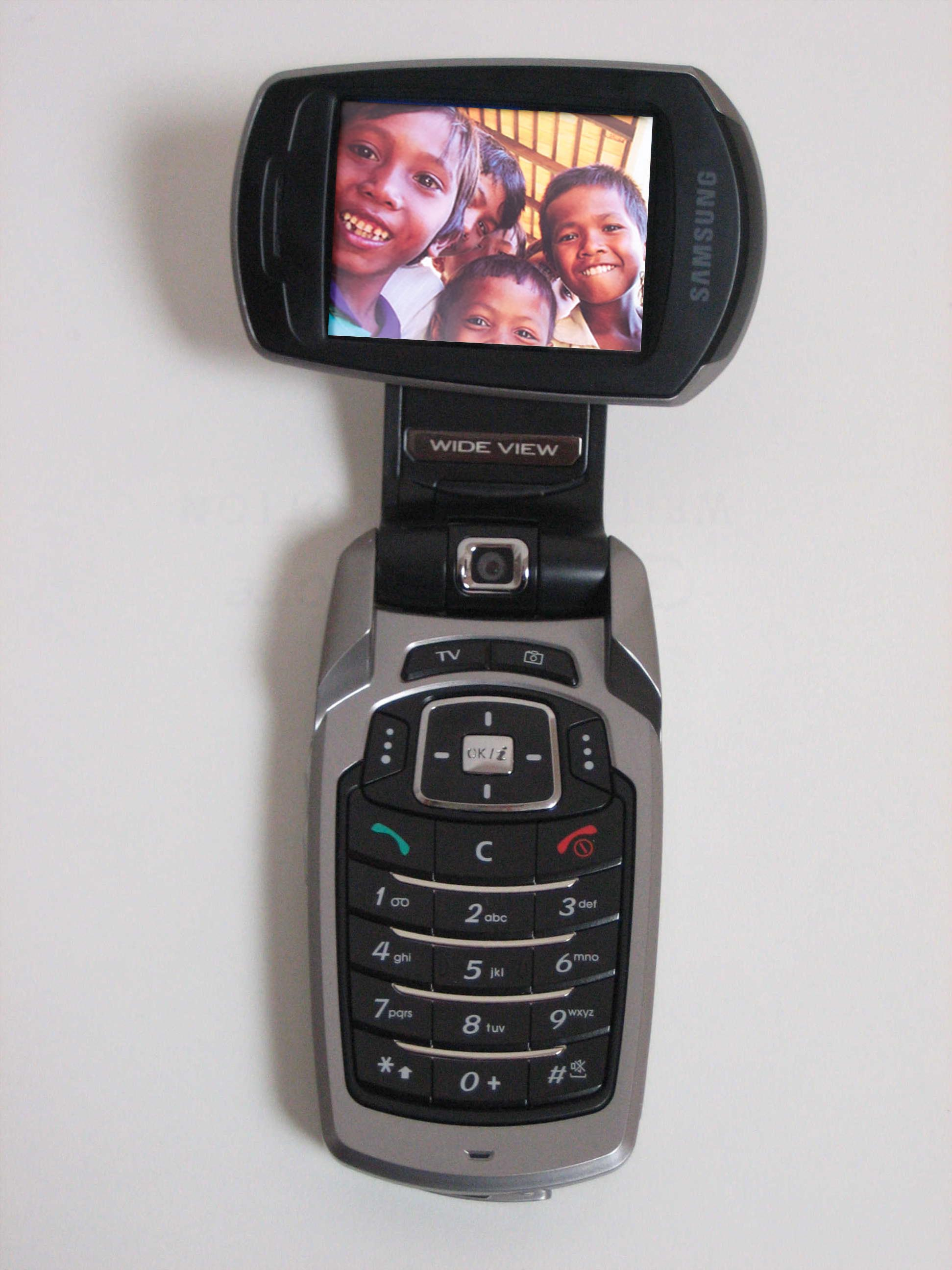
Een mobiele telefoon van Samsung met een ingebouwde tv-ontvanger.

Mobiele televisie is het bekijken van televisieprogramma's op allerlei soorten mobiele apparaten, zoals een mobiele telefoon (gsm), smartphone, draagbare tv, draagbare mediaspeler, laptop en een ingebouwd televisietoestel in een voertuig.

## Beschrijving
In 1970 werden de eerste draagbare televisies geïntroduceerd die men kon meenemen in een tas of jaszak. Deze vroege modellen waren echter nog gebaseerd op oude analoge tv-systemen.
Zuid-Korea was in 2002 het eerste land dat commerciële mobiele televisie ging aanbieden via 2G- en 3G-netwerken.
Mobiele televisie trok meer aandacht door het WK voetbal in de zomer van 2006. Voor het eerst werden wedstrijden live uitgezonden voor mobiele apparaten (gsm's), zowel via Digital Multimedia Broadcasting (T-DMB) als via UMTS.
In Nederland zijn op 11 februari 2009 vergunningen verleend aan Mobile TV Nederland BV en Call Max BV om T-DMB te zenden in respectievelijk band III en de L-band.
Met de groeiende populariteit van de smartphone in de jaren 10 van de eenentwintigste eeuw, en de groei van snelle mobiele datanetwerken en internettelevisie, nam het gebruik van mobiele televisie snel af.